# Fotoarchief Instituut voor Christelijk Cultureel Erfgoed
Het Fotoarchief Instituut voor Christelijk Cultureel Erfgoed (Kerken in beeld) is een collectie van inmiddels ongeveer 60.000 foto's van circa 3000 historische en moderne Nederlandse kerkgebouwen. De collectie bevat (soms ook historische) afbeeldingen van het interieur, het exterieur en van details van zowel protestante als van rooms-katholieke kerken. Het archief is via internet te raadplegen. De kerken zijn via de plaats van vestiging op te zoeken. Wanneer het digitaliseren is voltooid, zal de collectie ook op onderwerp, iconografie en ontstaansperiode te raadplegen zijn. De foto's zijn telefonisch of schriftelijk te bestellen.

## Geschiedenis
De belangrijkste overweging om het archief aan te leggen was dat een aanzienlijk deel van de Nederlandse monumenten uit kerkgebouwen bestaat, die niet alleen in cultuurhistorisch opzicht, maar ook vanuit architectonisch gezichtspunt van belang zijn.
Het Instituut voor Liturgiewetenschap (nu Instituut voor Christelijk Cultureel Erfgoed), onderdeel van de Rijksuniversiteit Groningen, begon daarom in 1965 met het verzamelen van foto's en andere afbeeldingen van Nederlandse kerken. In 2000 werd begonnen met het digitaliseren en het beschrijven van de verzameling. In 2007 volgde de ontsluiting via internet.